# Qua lâu
Qua lâu hay còn gọi bạc bát, dưa trời (danh pháp khoa học: Trichosanthes kirilowii) là một loài thực vật có hoa trong họ Cucurbitaceae. Loài này được Maxim. miêu tả khoa học đầu tiên năm 1859.

## Hình ảnh

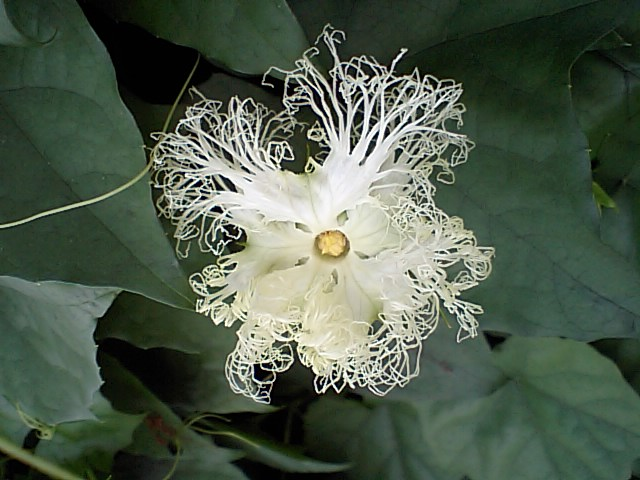
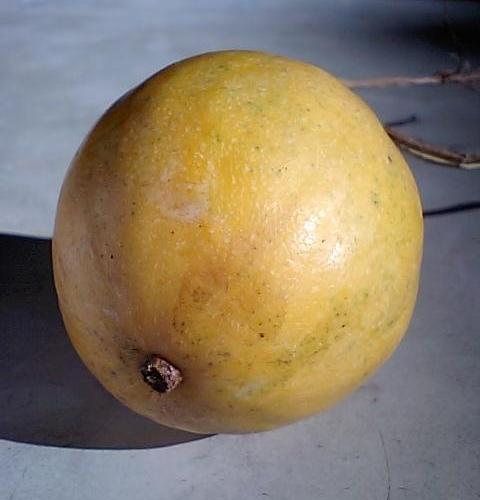
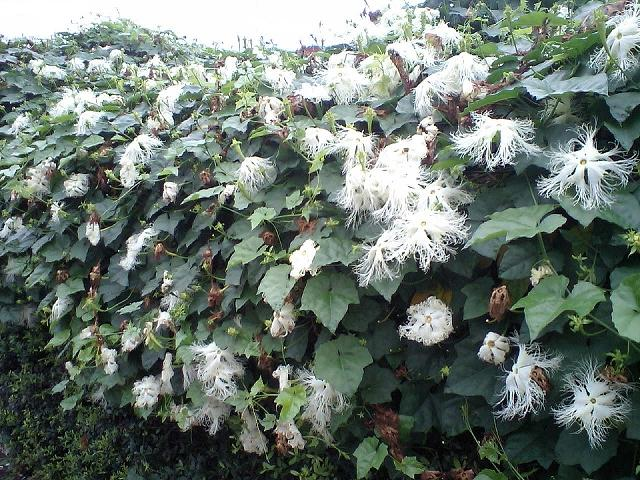
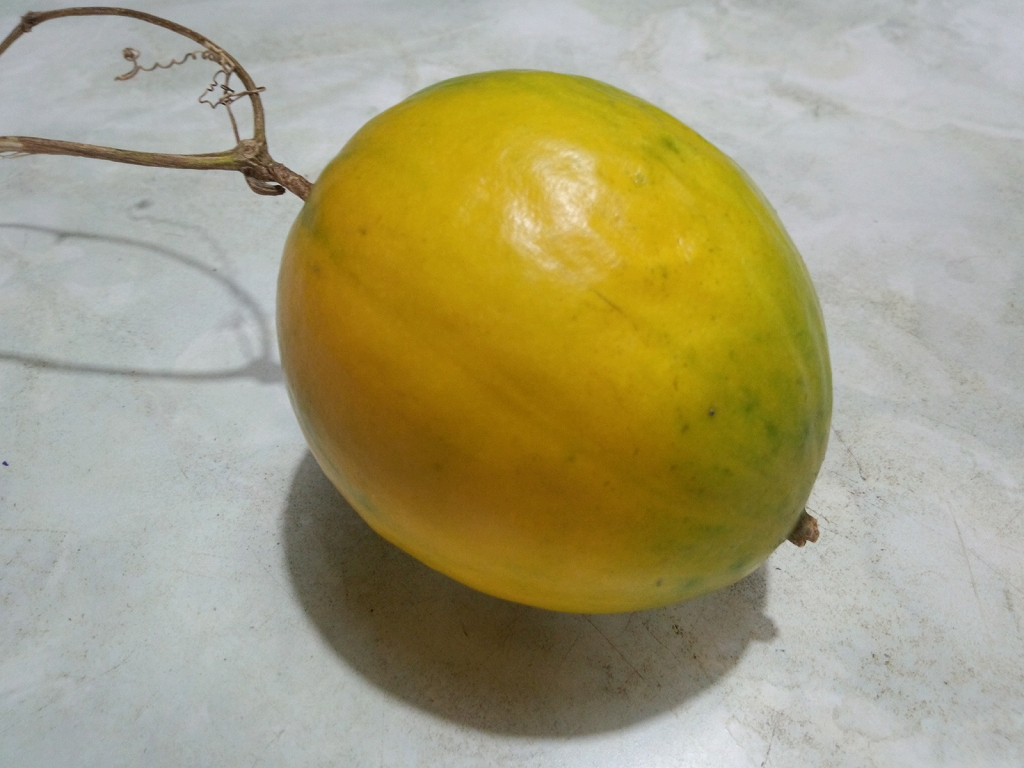